# Mešana mobilnost
Mešana mobilnost (uporablja se tudi izraz kombinirana mobilnost) je izraz, ki se uporablja za opis izobraževalnega koncepta, ki združuje fizično akademsko mobilnost, virtualno mobilnost in mešano učenje (uporabljata se tudi izraza kombinirano in hibridno učenje). Njen namen je spodbujati zaposljivost visokošolskih študentov. Od leta 2009 dalje se je razvijala iz virtualne mobilnosti. Ohranja mednarodno vrednost akademske mobilnosti, hkrati pa ponuja stvarne in praktične odgovor na možne družinske, finančne, psihološke in socialne ovire fizične mobilnosti.
Virtualni mobilni del mešane mobilnosti je večinoma podprt z uporabo informacijskih in komunikacijskih tehnologij (npr. Skype, Adobe Connect, Slack, Google Hangout, Trello), za povezavo z učitelji in/ali študenti, ki se lahko nahajajo na različnih oddaljenih lokacijah. Fizična mobilnost v sklopu mešane mobilnosti je običajno kratkotrajna in traja od 2 do 14 dni. Kratkotrajna mobilnost se lahko izvaja v več terminih. Kratka obdobja fizične mobilnosti omogočajo udeležencem, da se za nekaj dni osredotočijo le na dejanski projekt, kar je težko izvedljivo ob vsakdanjih obveznostih v lokalnem okolju.
Prve uporabe formata mešane mobilnosti lahko najdemo v letu 2009. S tem projektom je bilo ustvarjeno okolje, ki spodbuja pri študentih razvoj mehkih veščin, kot so timsko delo in komunikacija v mednarodnem okolju, s pomočjo inovativne paradigme poučevanja za izboljšanje omenjenih veščin brez dragih in obsežnih sprememb študijskih programov. 
Paradigma mešane mobilnosti se lahko izvaja v različnih oblikah.
Tudi Evropska komisija je prepoznala in priznava mešano mobilnost kot pripravo na daljšo fizično mobilnost ali kot dopolnitev rednih študijskih programov.
V Akcijskem načrtu Evropske komisije o digitalnem izobraževanju (Digital Education Action Plan of the European Commission) (januar 2018) je navedeno, da bo mešana mobilnost v programu Erasmus+ nadgrajena z novimi možnostmi, ki bodo podpirale spletno učenje in učenje z neposrednim stikom (ang. face-to-face learning) ter izmenjavo študentov v različnih državah.

## Definicija
Mešana mobilnost je izobraževalni koncept, ki združuje virtualno mobilnost ob uporabi informacijskih in komunikacijskih tehnologij (IKT) in kratkotrajno fizično mobilnost. Cilj mešane mobilnosti je pridobiti podobne koristi kot pri fizični mobilnosti, vendar z manj ovirami.

## Pobude (iniciative) mešane mobilnosti
- Being mobile project[1][13]
- Europe Now: spletna platforma za evropske mobilne študente in alumne številnih evropskih programov izmenjav[13]
- EUVIP: Virtualne prakse podjetij in univerz[1][13]
- Mobi-Blog: Evropska spletna platforma za mobilne študente[13]
- Move-IT: Seminarji za spodbujanje virtualne podpore za mobilne študente[1][13]
- PROVIP: Spodbujanje virtualne mobilnosti na delovnih mestih[13]
- VICTORIOUS: Virtualni učni načrti prek zanesljivih medsebojno delujočih univerzitetnih sistemov[13]
- VM-BASE: Virtualna mobilnost pred in po študentskih izmenjavah[1][13]
- MUTW: Večnacionalno dodiplomsko timsko delo[8][14]
- AdriArt: Napredovanje digitalnih in regionalnih interakcij pri poučevanju umetnosti[10]
- B-AIM: Mešana akademska mednarodna mobilnost[9]

## Prednosti
- razvoj socialnih veščin
- pridobivanje mehkih veščin
- razvoj organizacijskih sposobnosti
- spoznavanje uporable spletnih komunikacijskih orodij
- ne moti rednih domačih dejavnosti
- priložnost za delo v mednaroden in/ali interdisciplinaren ekipah, teamih študentov
- priložnost za delo na projektu ali potrditvi koncepta, ki ga dodeli podjetje, delo v realnem okolju, inovativni projekti
- izkustvo kulturnih razlik in podobnosti
- uporaba jezikov, ki niso materni jezik
- lažja vključitev v študijske programe izobraževalnih ustanov
- priložnosti za udeležence s posebnimi potrebami (npr. spletna programska oprema za asistenco, zdravljenje, ...)

## Slabosti
- težja komunikacija na virtualni način oz. v virtualnem okolju, še posebej če ni v maternem jeziku
- alternativa mobilnosti za daljše obdobje (fizična mobilnost), vendar ni enakovredna
- komunikacijske težave se lahko pojavijo prej in hitreje
- zahteva disciplino
- potreben je določen nivo neodvisnosti